# بهجة (اسم)
بهجة هو اسم علم مؤنث من أصل عربي، ومعناه هو البهجة والسرور، والنضارة، والحسن.

## الأصل اللغوي
وحسب معجم المعاني:
1. بَهجة: (اسم)
  - الجمع : بَهَجات و بَهْجَات
  - مصدر بَهَجَ
  - كَانَ بَهْجَةً لِلنَّاظِرِينَ : مَسَرَّةً، نَضَارَةً، حُسْناً بَهْجَةُ الأَنْظَارِ
  - اِسْتَقْبَلَهُ بِبَهْجَةٍ وَمَرَحٍ : بِسُرُورٍ وَابْتِهَاجٍ، أدْخَلَ عَلَى قَلْبِهِ البَهْجَةَ
  - بَهْجة الأنظار: لذّة، راحة، حُسْن
2. بَهْجَة: (اسم)
  - بَهْجَة : مصدر بَهَجَ
3. بَهْجة الأنظار:
  - لذّة، راحة، حُسْن.

## وصلات خارجية
- موسوعة السلطان قابوس لأسماء العرب